# Salman bin Hamad bin Isa al Khalifa
Salman bin Hamad Bin Isa Al-Khalifa (arabă سلمان بن حمد آل خليفة‎; n. 21 octombrie 1969) este Prințul moștenitorul dinastiei Al-Khalifa și al coroanei Bahrainului. Va fi al treisprezecelea rege și emir al Bahrainului. Este fiul cel mare al actualului monarh al Bahrainului, Hamad bin Isa al Khalifa.

## Biografie
Născut la 21 octombrie 1969, este licențiat în științe politice la Universitatea din Washington, Statele Unite ale Americii în 1992 și are un Master în Istorie și Filosofie de la Universitatea din Cambridge, Anglia, în 1994. Vorbește araba și engleza, este căsătorit și are doi fii și o fiică.
El a fost numit vice-președinte al Consiliului de administrație al Centrului de Studii și Dezvoltare din Bahrain (BCSR) în 1992, după care este președinte din 1995. În același an, a fost numit de asemenea, Asistentul Secretarului de Apărare. Prințul a fost încoronat în 1999.